# Tooji Keshtkar
Touraj Keshtkar, född 26 maj 1987 i Shiraz, Iran, känd under artistnamnet Tooji, är en iranskfödd norsk sångare, modell och TV-profil.

## Karriär
Tooji Keshtkar föddes i Shiraz i Iran. Han kom till Norge ett år gammal.16 år gammal inledde han en modellkarriär. Han arbetade på MTV Norge som programvärd för ”Super Saturday” och ”Toojis Top 10”. Det var efter att ha gått på både konstskola och teaterskola som han upptäckte att det var musik som han var mest intresserad av.
Hans första skivinspelning, låten ”Swan Song”, släpptes 2008.

### Eurovision Song Contest 2012
Den 11 februari 2012 vann Tooji Norsk Melodi Grand Prix 2012, den norska uttagningen till Eurovision Song Contest 2012 med låten ”Stay” skriven av Tooji själv tillsammans med de svenska kompositörerna och musikproducenterna Figge Boström och Peter Boström. Därmed fick Tooji representera Norge i Eurovision Song Contest 2012 i Baku i Azerbajdzjan. Han gjorde sitt framträdande i den andra semifinalen den 24 maj och tog sig vidare till finalen som hölls den 26 maj. Där kom han på sista plats av 26 tävlande och fick endast 7 poäng.

## Diskografi
Singlar
- 2008 – "Swan Song"
- 2012 – "Stay" (akustisk)
- 2012 – "Stay"
- 2012 – "Stay" (instrumental)
- 2012 – "If It Wasn't For You"
- 2013 – "Rebels"
- 2014 – "Packin' Guns"
- 2014 – "Cocktail"
- 2015 – "Money"
- 2015 – "L.Y.S."
- 2015 – "Father"
- 2015 – "Say Yeah"